# دارين ستيفنز
دارين ستيفنز (30 أبريل 1976 بليستر في المملكة المتحدة - ) (بالإنجليزية: Darren Stevens)‏ هو لاعب كريكت نيوزلندي. لعب مع Comilla Victorians ‏ وKent County Cricket Club ‏ ونادي مقاطعة ليسترشاير للكريكت ‏ وDhaka Capitals ‏ وفريق أوتاغو للكريكت ‏.

## وصلات خارجية
- دارين ستيفنز على موقع إي آس بي آن كريك إنفو (الإنجليزية)